# Кастелно Монтратје
Кастелно Монтратје (фр. Castelnau-Montratier) насеље је и општина у јужној Француској у региону Миди Пирене, у департману Лот која припада префектури Каор.
По подацима из 2011. године у општини је живело 1885 становника, а густина насељености је износила 25,99 становника/km². Општина се простире на површини од 72,54 km². Налази се на средњој надморској висини од 248 метара (максималној 295 m, а минималној 108 m).

## Демографија
| 1962. | 1968. | 1975. | 1982. | 1990. | 1999. | 2011. |
| ----- | ----- | ----- | ----- | ----- | ----- | ----- |
| 1.873 | 1.922 | 1.786 | 1.782 | 1.820 | 1.844 | 1.885 |

График промене броја становника у току последњих година